# 칼 워즈
칼 리처드 워즈(영어: Carl Richard Woese IPA: [kɑː(ɹ)l ˈɹɪtʃə(ɹ)d ˈwoʊz], 1928년 7월 15일~2012년 12월 30일)는 미국의 미생물학자이자 생물리학자로, 1977년 16S 리보솜 RNA의 계통 분류를 통해 새로운 분류군인 고세균을 처음 정의한 것으로 널리 알려져 있다. 또한 1977년 RNA 세계 가설을 처음 주장한 것으로 유명하다.

## 같이 보기
- 고세균
- 세균 문
- 계통학
- 생명의 나무 (과학)
- 16S 리보솜 RNA